# Antonia Novello
Antonia Coello Novello est une médecin portoricaine et une administratrice de la santé publique née le 23 août 1944.

## Biographie
Elle a été vice admiral dans le United States Public Health Service Commissioned Corps (en) et a servi dans comme 14e administratrice de la santé publique des États-Unis de 1990 à 1993. Elle a été la première femme et la première hispanique à occuper ce poste. Elle a également été commissaire au département de la santé de l'État de New York de 1999 à 2006.

## Hommage
En 1994, elle est inscrite au National Women's Hall of Fame.